# Kunming
Kunming (kínaiul: 昆明) prefektúra szintű város Kína déli részén, Jünnan (Yunnan) tartomány székhelye.
Fontos közlekedési csomópont, továbbá a tartomány politikai, gazdasági és kulturális központja. A városban többek közt vas- és acélgyártó, gépgyártó, teherautó-összeszerelő üzemek működnek. Lakosainak száma 8 460 088 fő (2020).

## Népesség
| 2018 | 6 850 000 |
| 2020 | 8 460 088 |

## Éghajlat
| Hónap                                            | Jan. | Feb. | Már. | Ápr. | Máj. | Jún. | Júl. | Aug. | Szep. | Okt. | Nov. | Dec. | Év   |
| ------------------------------------------------ | ---- | ---- | ---- | ---- | ---- | ---- | ---- | ---- | ----- | ---- | ---- | ---- | ---- |
| Rekord max. hőmérséklet (°C)                     | 23,3 | 25,6 | 28,2 | 30,4 | 31,3 | 30,0 | 30,3 | 30,3 | 30,4  | 27,4 | 25,3 | 25,1 | 31,3 |
| Átlagos max. hőmérséklet (°C)                    | 15,9 | 17,9 | 21,1 | 24,0 | 24,6 | 24,6 | 24,4 | 24,7 | 23,1  | 20,9 | 18,0 | 15,5 | 21,2 |
| Átlagos min. hőmérséklet (°C)                    | 3,5  | 5,0  | 8,0  | 11,4 | 14,7 | 17,0 | 17,3 | 16,8 | 15,2  | 12,7 | 7,9  | 4,2  | 11,2 |
| Rekord min. hőmérséklet (°C)                     | −2,8 | −1,6 | −5,2 | 2,0  | 5,5  | 10,8 | 11,6 | 11,5 | 6,2   | 4,0  | −0,8 | −7,8 | −7,8 |
| Átl. csapadékmennyiség (mm)                      | 16   | 15   | 18   | 25   | 86   | 170  | 200  | 204  | 114   | 82   | 37   | 14   | 979  |
| Havi napsütéses órák száma                       | 225  | 220  | 255  | 245  | 212  | 135  | 124  | 145  | 124   | 144  | 170  | 200  | 2198 |
| Forrás: China Meteorological Data Service Center |      |      |      |      |      |      |      |      |       |      |      |      |      |

## Közlekedés

### Helyi közlekedés
A városban metró is működik.

## Testvérvárosok
- Antalya, 2013 óta
- Chefchaouen, Marokkó, 1985 óta
- Csittagong, Banglades, 2005 óta
- Cochabamba, Bolívia, 1997 óta
- Csiangmaj, Thaiföld, 1999 óta
- Đà Nẵng, Vietnám
- Denver, Amerikai Egyesült Államok, 1986 óta
- Fudzsiszava, Japán, 1981 óta
- Grasse, Franciaország, 2016 óta
- Jyväskylä, Finnország, 2008 óta
- Kolkata, India, 2013 óta
- Kuching, Malajzia, 2012 óta
- Mandalaj, Mianmar, 2001 óta
- Olomouc, Csehország, 2017 óta
- New Plymouth, Új-Zéland, 2003 óta
- Phnompen, Kambodzsa
- Pokhara, Nepál, 2013 óta
- Polonnaruva, Srí Lanka, 2011 óta
- Rangun, Mianmar, 2008 óta
- Schenectady,  Amerikai Egyesült Államok, 2014 óta
- Vientiane, Laosz, 2011 óta
- Wagga Wagga, Ausztrália, 1988 óta
- Zürich, Svájc, 1982 óta

## Fordítás
- Ez a szócikk részben vagy egészben  a   Kunming című angol Wikipédia-szócikk fordításán alapul.  Az eredeti cikk szerkesztőit annak laptörténete sorolja fel. Ez a jelzés csupán a megfogalmazás eredetét és a szerzői jogokat jelzi, nem szolgál a cikkben szereplő információk forrásmegjelöléseként.